# ادلستال
ادلستال (به آلمانی: Edelstal) یک منطقهٔ مسکونی در اتریش است که در ناحیه نویزیل آم زی واقع شده‌است. ادلستال ۶۰۰ نفر جمعیت دارد.